# 小牧市北里市民センター
座標: 北緯35度16分9.9秒 東経136度54分19.2秒 / 北緯35.269417度 東経136.905333度
小牧市北里市民センター（こまきしきたさとしみんセンター）は、愛知県小牧市にある公民館。大きなホールや会議室などがあるほか、小牧市役所の出張所（北里支所）や図書館、児童館が併設されている。

## 沿革
- 1992年9月1日 - 完成

## 施設
1階
- 小牧市役所北里支所 - 小牧市役所の出張所。支所業務が行なわれている。
- 小牧市消防署南支署

2階
- 小牧市立図書館北里市民センター図書室 - 図書館。
- 児童館
  - 北里子育て支援センター
- 視聴覚室 - ビデオプロジェクターや映写機を備えた部屋（※設備の使用は有料）。
- 料理教室 - 調理台を5台備えた部屋。
- 集会室
- 学習室

3階
- 講堂 - 最大360席有するホール。音響設備なども備える。
- 和室
- 会議室

その他
- 駐車場 - 全部で3つある。

## 利用者数
1年間で約4万7千人の利用者があった（2006年度）。

## 所在地
小牧市下小針中島2丁目130番地

## 交通手段
- こまき巡回バスのJA北里支店前停留所下車、徒歩1～2分。

## 周辺
- 小牧北里郵便局
- 小牧市立北里小学校
- 小牧市立北里中学校
- 小牧市立北里保育園
- 株式会社テクノワシノ本社工場
- JA尾張中央北里支店
- 国道41号
- 名古屋高速11号小牧線